# Akionlahti
Akionlahti är en lagun i Finland. Den ligger i kommunen Uleåborg i landskapet Norra Österbotten, i den centrala delen av landet, 500 km norr om huvudstaden Helsingfors. Akionlahti ligger 7 meter över havet. Arean är 1,15 kvadratkilometer och strandlinjen är 6 kilometer lång. Sjön  ingår i Egentliga Bottenvikens avrinningsområde. 